# Aranyalma díj (Fejér Megyei Hírlap)
Az Aranyalma díjat évente veheti át egy színész, továbbá két sportoló - 2009-ig egy edző - és egy sportcsapat az olvasók szavazatai alapján egy a szakemberek és szerkesztők által meghatározott listából. Az elismerést a Pannon Lapok Társasága csoport Fejér Megyei Hírlap című napilapja hívta életre. Az első díjakat „2004 legjobbjai”nak adták át.

## A díjról
Egy szakemberekből álló kör határozza meg a jelöltek körét, akikre az olvasók decembertől egy hónapon át szavazólapokon és online is szavazhatnak. 2008-ban például nagyságrendben 22 000 újságolvasó szavazott.
A Fejér Megyei Hírlap közönségdíját színész kategóriában – tekintettel az évadban nyújtott teljesítményre és a megformált karakterekre – a szerkesztőség négy színművészt jelöl a Vörösmarty Színház repertoárjából.
A Fejér Megyei Hírlap közönségdíját a sport kategóriákban 2004–2008 között egy-egy férfi és női játékos, edző és csapat szerezhette meg, 2009 óta pedig Fejér megye felnőtt- és utánpótláskorú sportolói, illetve csapatai kapják. Először a hírlapnak szakemberek javasolnak minden kategóriába három-három sportolót illetve csapatot, majd a szerkesztők által összesített eredmények alapján a legjobb három kerül az olvasók elé.

### A szobor
Kocsis Balázs szobrász-restaurátor ötlete és kivitelezése alapján a díj eleinte öt, majd négy, „polgárdi mészkő-márvány”ból készült fehéres, egy tömbből egyenként kézzel kifaragott és fényesre csiszolt alma-forma. Vörösréz leveleit Molnár László ötvösmester készíti. Ezek egyikére vési a díj, másikra a díjazott nevét és ő készíti az almába helyezett aranyos golyót is.
Az alma díszdobozát Mórocz István könyvkötő és felesége készítik.

### A név eredete
A név eredete a görög mitológiában ered. Erisz – a viszály és veszekedés gonosz istennője – Thetisz és Péleusz esküvőjén „lejtett” aranyalmája ihlette, melyet Zeusz „versenyeztetett” meg, de a díj nem a legszebbnek, hanem a legjobbaknak jár.

## Évek díjazottai
- 2004

Színész: Váradi Eszter Sára
Sport nő: Vörös Zsuzsa (öttusa)[forrás?]
Sport férfi: Budai Krisztián[forrás?]
Sport csapat: Alba Volán-FeVita (jégkorong)[forrás?]
Sport edző: Pat Cortina (jégkorong)[forrás?]
- 2005

Színész: Závodszky Noémi
Sport nő: Vörös Zsuzsa[forrás?]
Sport férfi: Horváth Viktor (öttusa)[forrás?]
Sport csapat: Cornexi Alcoa (női kézilabda)[forrás?]
Sport edző: Szabó Edina (női kézilabda)[forrás?]
- 2006

Színész: Juhász Illés
Sport nő: Vörös Zsuzsa
Sport férfi: Kuttor Attila (labdarúgás)
Sport csapat: Fehérvár FC (labdarúgás)
Sport edző: Csertői Aurél (labdarúgás)
- 2007

Színész: Zsurzs Kati
Sport nő: Bordás Beatrix (úszó)
Sport férfi: Palkovics Krisztián (jégkorong)
Sport csapat: Fehérvár Póló SE
Sport edző: Énekes Lajos (jégkorong)
- 2008

Színész: Bakonyi Csilla
Sport nő: Ferling Bernadett (kézilabda)
Sport férfi: Palkovics Krisztián
Sport csapat: Albacomp kosárlabda csapat
Sport edző: Peresztegi Nagy Ákos (kosárlabda)
- 2009

Színész: Buch Tibor
Sport felnőtt: Palkovics Krisztián
Sport utánpótlás: Kovács Sarolta (öttusa)
Sport csapat: SAPA Fehérvár AV 19 (jégkorong)
- 2010

Színész: Kozáry Ferenc
Sport felnőtt: André Alves (labdarúgás)
Sport utánpótlás: Szabó Krisztián (sakk)
Sport csapat: Videoton FC (labdarúgás)
- 2011

Színész: Keller János
Sport felnőtt: Kovács Sarolta (öttusa)
Sport utánpótlás: Hegyi Barnabás (ökölvívás)
Sport csapat: SAPA Fehérvár AV 19
- 2012

Színész: Tűzkő Sándor
Sport felnőtt: Matók Ádám (rali)
Sport utánpótlás: Kovács István (labdarúgás)
Sport csapat: Videoton FC
- 2013

Színész: Kubik Anna
Sport felnőtt: Vass András (kenu)
Sport utánpótlás: Hajdu Jonatán (kenu)
Sport csapat: Dunaújvárosi Főiskola VE
- 2014

Színész: László Zsolt
Sport felnőtt: Demeter Bence (öttusa)
Sport utánpótlás: Erdély Csanád (jégkorong)
Sport csapat: Fehérvár AV19 (jégkorong)
- 2015

Színész: Lábodi Ádám
Sport felnőtt: Sebestyén Dalma (úszó)
Sport utánpótlás: Szabó Dániel (atléta)
- 2016

Színész: Hirtling István